# Димитрије Александријски
Свети Димитрије Александријски је био једанаести по реду епископ Александријски у периоду од 189.-231..
Изабран је за епископа Александрије на Ускрс 189. године. Остао је упамћен по расправама са Оригеном и Александром Јеруаслимским.
Умро је 10. октобра 231. године.
Православна црква прославља патријарха Димитрија 9. октобра по јулијанском календару.